# Quan hệ ngoại giao của Nga

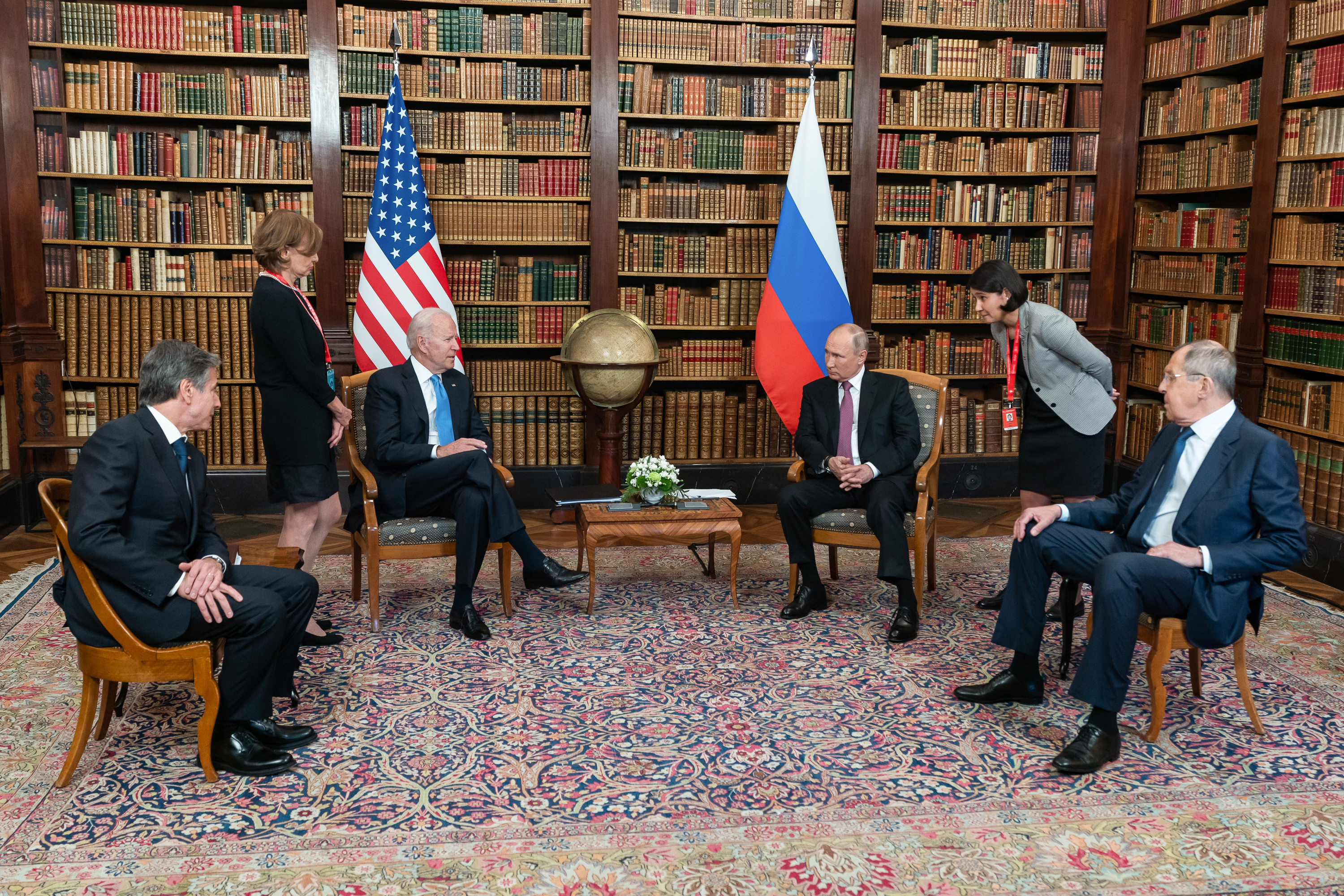
Quan hệ ngoại giao giữa Nga và Mỹ

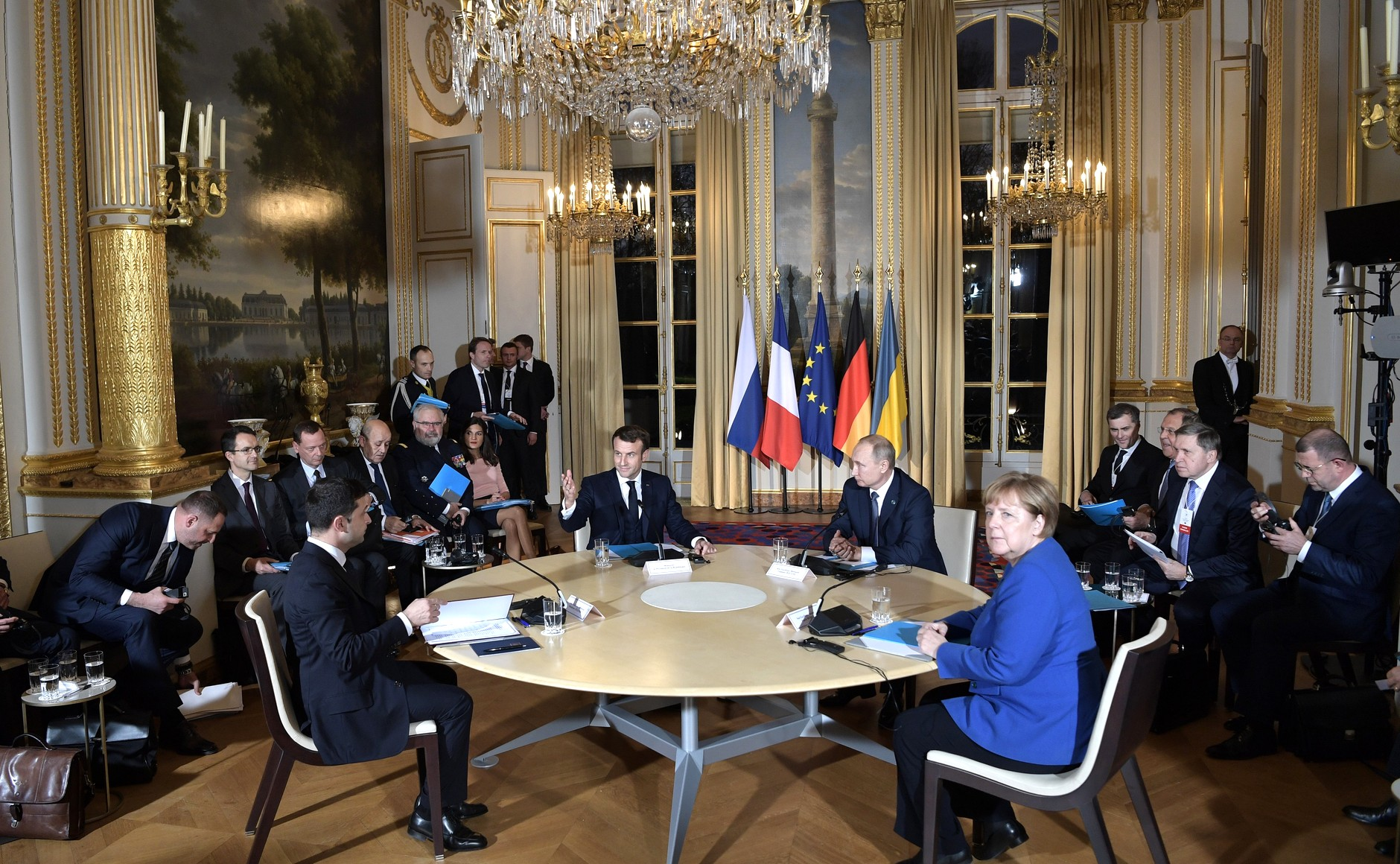
Quan hệ giữa Nga và Liên Âu với Ukraina

Quan hệ ngoại giao của Nga hay Quan hệ đối ngoại của Nga (Foreign relations of Russia) là công cụ chính sách của chính phủ Nga hướng dẫn sự tương tác của Liên bang Nga với các quốc gia khác, công dân của Nga và các tổ chức nước ngoài. Chính sách đối ngoại của Liên bang Nga được tính kể từ khi Liên Xô tan rã vào cuối năm 1991. Hiện tại, Nga không có quan hệ ngoại giao với Ukraina do đang diễn ra cuộc xâm lược Ukraina. Ngoài Ukraina, Nga cũng không có quan hệ ngoại giao với Gruzia, Bhutan, Liên bang Micronesia và Quần đảo Solomon. Các cuộc tranh luận về chính sách đối ngoại của Điện Kremlin dưới thời Putin cho thấy xung đột giữa ba trường phái xung khắc với nhau gồm: 
- Những người theo thuyết Đại Tây Dương (Atlanticists) tìm kiếm mối quan hệ chặt chẽ hơn với Hoa Kỳ và Thế giới phương Tây nói chung
- Những người theo chủ nghĩa đế quốc (Imperialists) thì đang tìm cách khôi phục vị thế nữa bá quyền đã mất trong thập kỷ trước;
- Những người theo trường phái Slavophilia (Chuộng Sla-vơ) thì thúc đẩy sự tự cô lập của Nga trong phạm vi văn hóa của chính mình.

Trong khi thuyết Đại Tây Dương là hệ tư tưởng thống trị trong những năm đầu tiên của Liên bang Nga mới, nhưng dưới thời Andrei Kozyrev thì chủ thuyết này đã bị chỉ trích vì không bảo vệ được vị thế vượt trội của Nga ở thời Liên Xô trước đây. Việc thăng chức Yevgeny Primkov lên Bộ trưởng Bộ Ngoại giao vào năm 1996 đánh dấu sự khởi đầu của một cách tiếp cận mang tính dân tộc chủ nghĩa hơn đối với chính sách đối ngoại.:33–69 Một xu hướng chính khác là Chủ nghĩa Á-Âu (Eurasianism), một trường phái tư tưởng nổi lên vào đầu thế kỷ XX. Những người theo chủ nghĩa Á-Âu khẳng định rằng nước Nga bao gồm các nền văn hóa Slavơ, Thổ Nhĩ Kỳ và văn hóa Châu Á và đánh đồng Chủ nghĩa tự do với chủ nghĩa đế quốc Châu Âu.
Một trong những nhà tư tưởng sớm nhất của chủ nghĩa Á-Âu là nhà sử học người Nga Nikolai Trubetzkoy vốn là người đã tố cáo chủ nghĩa Á-Âu của Sa hoàng Peter I và ủng hộ việc Nga ôm lấy "di sản châu Á của Thành Cát Tư Hãn" để thành lập một quốc gia Á-Âu xuyên lục địa. Sau sự sụp đổ của Liên Xô, Chủ nghĩa Á-Âu đã giành được sự tín nhiệm trong công chúng thông qua các tác phẩm của triết gia Aleksandr Dugin và đã trở thành chính sách tư tưởng chính thức dưới chính phủ của Vladimir Putin. Nhiệm kỳ Tổng thống Vladimir Putin kéo dài từ tháng 1 năm 2000 đến tháng 5 năm 2008 và một lần nữa từ tháng 5 năm 2012 đến nay đã hiện thức hóa điều này, đồng thời, dưới thời Putin, Nga đã tham gia vào một số cuộc xung đột đáng chú ý, bao gồm cả cuộc chiến chống lại các nước láng giềng Ukraina và Gruzia. Ông công nhận nền độc lập của các nước cộng hòa mới bên trong các quốc gia đó. Đặc biệt, mối quan hệ với Mỹ đã xấu đi rõ rệt từ năm 2001 đến năm 2022, trong khi mối quan hệ với Liên minh Châu Âu xấu đi đặc biệt kể từ khi Nga sáp nhập Crimea năm 2014 từ Ukraina. Trong một cuộc thăm dò do Trung tâm Levada thực hiện vào năm 2021, 64% công dân Nga xác định Nga là một quốc gia ngoài châu Âu trong khi chỉ có 29% coi Nga là một phần của châu Âu.
Vào ngày 24 tháng 2 năm 2022, Nga đã phát động cuộc xâm lược quy mô lớn vào Ukraina, dẫn đến việc các nước phương Tây và thân phương Tây đã áp đặt các biện pháp trừng phạt kinh tế và chính trị trên diện rộng và quy mô lớn. Các quốc gia phương Tây như Liên minh Châu Âu, Vương quốc Anh, Hoa Kỳ, Canada và các quốc gia khác là những nước nhiệt thành trừng phạt Nga. Chính phủ Nga hiện công bố một "Danh sách quốc gia không thân thiện" với Nga, cụ thể cho biết những quốc gia có quan hệ hiện đang quan hệ căng thẳng (hoặc không tồn tại quan hệ). Bất chấp mối quan hệ xấu đi với hầu hết cộng đồng quốc tế kể từ cuộc xâm lược Ukraina, Nga vẫn duy trì sự ủng hộ và quan hệ bền chặt với một số quốc gia, chẳng hạn như Trung Quốc (Quan hệ Nga - Trung Quốc), Belarus, Kyrgyzstan, Iran, Cuba, Venezuela, Nicaragua, Syria, Bắc Hàn, Myanmar, Eritrea, Mali, Zimbabwe, Cộng hòa Trung Phi, Afghanistan, Burkina Faso và Niger. Nga cũng duy trì mối quan hệ tích cực với các quốc gia được mô tả là "thân Nga" theo The Economist, những quốc gia này bao gồm Algeria, Kazakhstan, Tajikistan, Lào, Pakistan, Ethiopia, Sudan và Uganda. Nga cũng duy trì mối quan hệ tích cực với các quốc gia được coi là trung lập trên trường thế giới như Ấn Độ và Việt Nam (Quan hệ Nga – Việt Nam). Với các quốc gia có truyền thống được coi là gắn kết với phương Tây thì Nga duy trì mối quan hệ tích cực với Hungary, Serbia, Thổ Nhĩ Kỳ, Qatar, Ai Cập, Ả rập Xê út, và UAE.. Cũng trong cuộc chiến năm 2022, Nga quan hệ đồng minh thân cận là Armenia lại trở nên căng thẳng.